# 普吉大佛

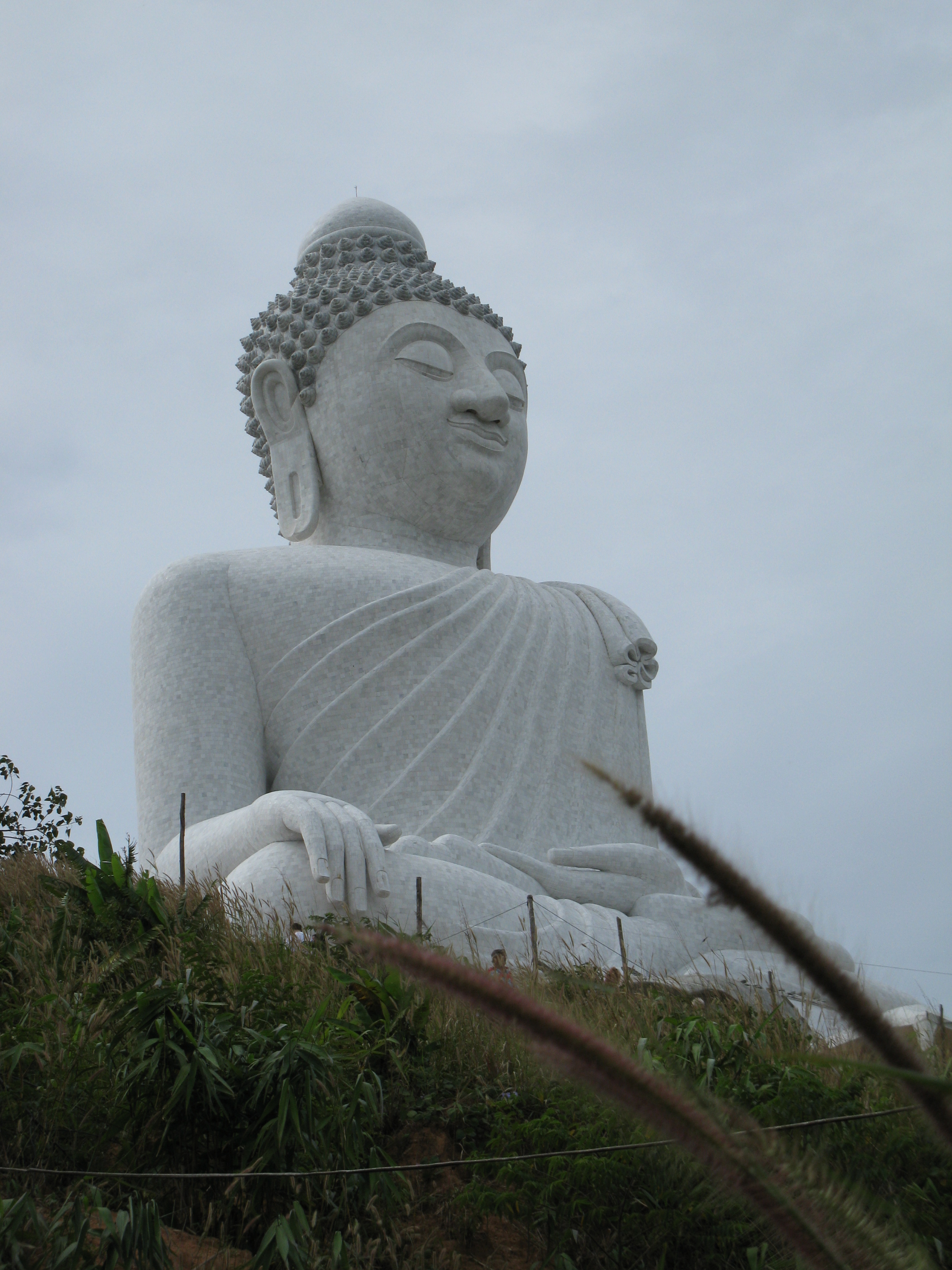
普吉大佛

普吉大佛（泰文：พระพุทธมิ่งมงคลเอกนาคคีรี，泰文拉丁化：Puttamingmongkol Akenakkiri）是一尊坐佛像，面向東邊攀牙灣，背向安達曼海。该尊大佛像在泰国普吉岛（泰语： ภูเก็ต），西南部山岡頂，地点原本是橡膠種植園。是旅游区里的热点；属普吉府管理。普吉大佛共耗资 三千万泰铢。普吉府拨款一千万，基金会Mingmongkol Faith 45透过募捐捐赠两千万。大佛高45米，比美國自由女神像矮1米，下底蓮座直徑25米。